# De Havilland DH.110 Sea Vixen
Il de Havilland DH.110 Sea Vixen era un aereo da caccia bimotore imbarcato a doppia deriva, progettato ed inizialmente prodotto dall'azienda britannica de Havilland Aircraft Company, Ltd negli anni cinquanta. L'acquisizione dell'azienda produttrice da parte della Hawker Siddeley Aircraft, fece mutare il nome del velivolo in Hawker Siddeley Sea Vixen.
Impiegato dalla Fleet Air Arm della Royal Navy fino al 1972, il Sea Vixen è stato l'ultimo velivolo progettato dall'azienda fondata da Geoffrey de Havilland, ad entrare in servizio.

## Storia

### Sviluppo
Il progetto, denominato dall'azienda DH.110, si presentava come proposta appetibile di un caccia ad alte prestazioni sia per la Royal Air Force che per la Fleet Air Arm della Royal Navy.
L'Admiralty, l'ammiragliato britannico, emise una richiesta per un caccia da difesa aerea che sostituisse l'ormai obsoleto de Havilland Sea Venom. Benché la RAF preferisse il velivolo proposto dalla Gloster Aircraft Company, il Javelin, ritenuto più semplice ed economicamente più vantaggioso dati i tempi ed i costi di manutenzione minori, la de Havilland decise comunque di continuare lo sviluppo in attesa della decisione della Royal Navy, la quale sul finire degli anni cinquanta pubblicò un bando di gara per l'acquisizione di nuovi aeromobili per la propria aviazione navale.
Il prototipo venne portato in volo per la prima volta il 26 settembre 1951 dal pilota collaudatore John Cunningham. L'anno successivo, durante una esibizione presso l'airshow della mostra internazionale e esposizione di volo di Farnborough, l'aeromobile fu protagonista di un grave incidente: il 6 settembre 1952, mentre i collaudatori John Derry e Anthony Richards stavano mostrando le doti supersoniche del mezzo, quest'ultimo si disintegrò in volo uccidendo sul colpo i due membri dell'equipaggio e mietendo fra il pubblico 29 ulteriori vittime.
A seguito di questo episodio vennero introdotte nuove modifiche con le quali si giunse alla realizzazione della variante semi-navalizzata del nuovo de Havilland. Ancora dotato di ali non ripiegabili per il rimessaggio, il nuovo prototipo volò nel 1952. Nel 1953, il primo esemplare di pre-serie effettuò le prove d'appontaggio sulla portaerei HMS Ark Royal. 
Il Sea Vixen FAW.20, primo DH.110 di serie ridesignato successivamente FAW.1, compì il suo primo volo nel 1957 ed entrò in servizio nel luglio del 1959 con il primo dei cento esemplari richiesti dalla Royal Navy.

### Tecnica

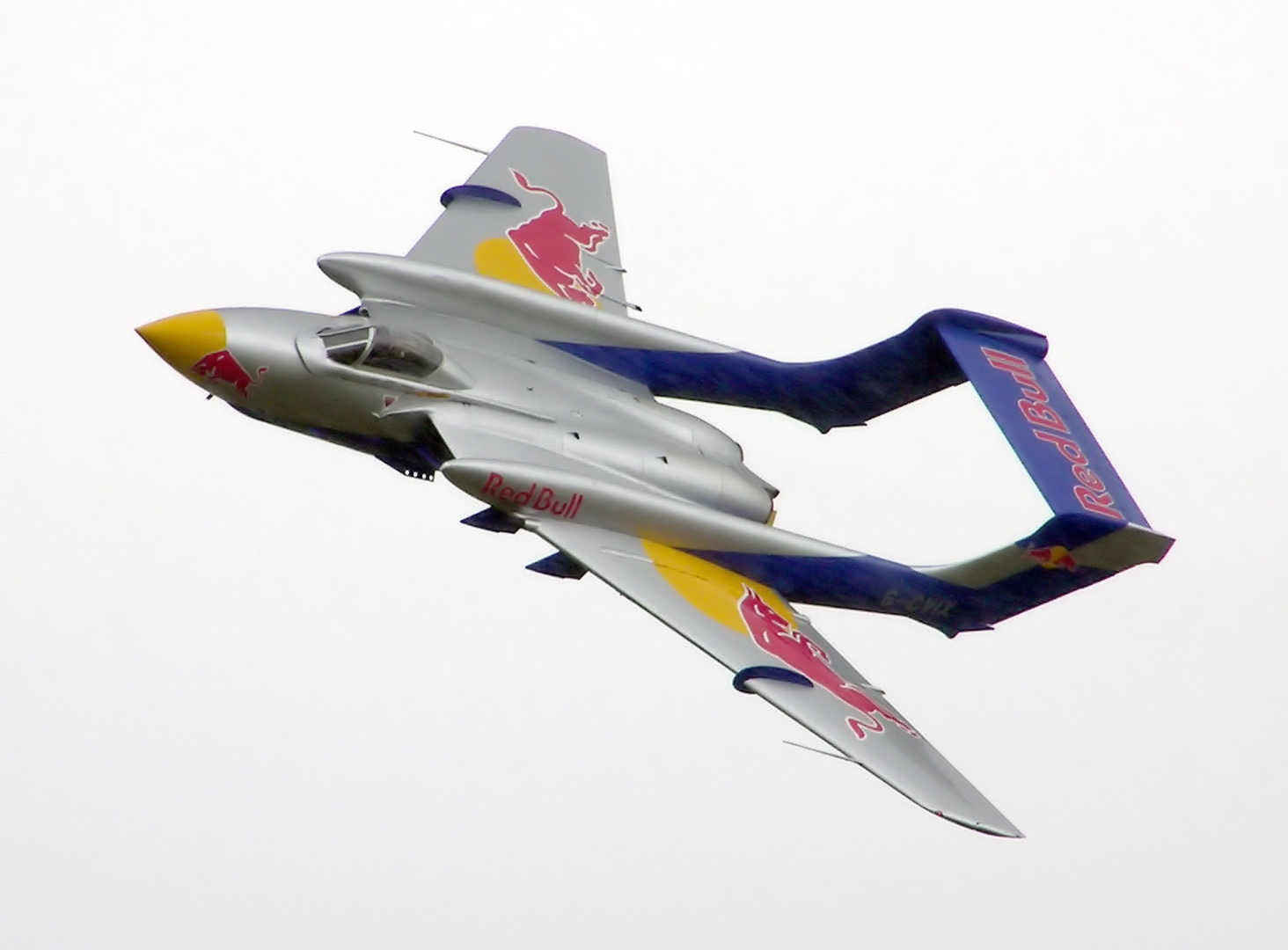
Un Sea Vixen privato, appartenente alla collezione Red Bull, in volo nel 2004.

Basato sull'esperienza acquisita sui precedenti DH.100 Vampire e DH.112 Venom, il Sea Vixen conservava l'impostazione con l'impianto propulsivo a getto situato dietro la fusoliera tra la doppia trave di coda, soluzione tecnica che permetteva di ridurre drasticamente la perdita di spinta del motore nel condotto di scarico.
L'abitacolo del pilota era posto a sinistra della fusoliera mentre il navigatore era collocato in un pozzetto, a filo con essa, alla sua destra e dotato di una piccola finestrella. L'accesso al secondo abitacolo, chiamato in gergo "coal hole" (buco per il carbone), era assicurato da un canopy scorrevole.
L'equipaggiamento originale dello standard FAW.1, così come era stato offerto alla RAF, montava un cannone posto anteriormente: in caso d'utilizzo, però, il rinculo provocato dall'esplosione dei colpi ne minava la stabilità danneggiando il supporto d'ancoraggio. La soluzione fu quella di applicare un rinforzo ligneo con il quale si sarebbe attutita questa forza. 
Il Sea Vixen fu l'ultimo aereo da combattimento britannico in cui venne utilizzato materiale ligneo per la struttura ed i cannoni furono abbandonati in favore d'una configurazione operativa totalmente missilistica.

### Impiego operativo

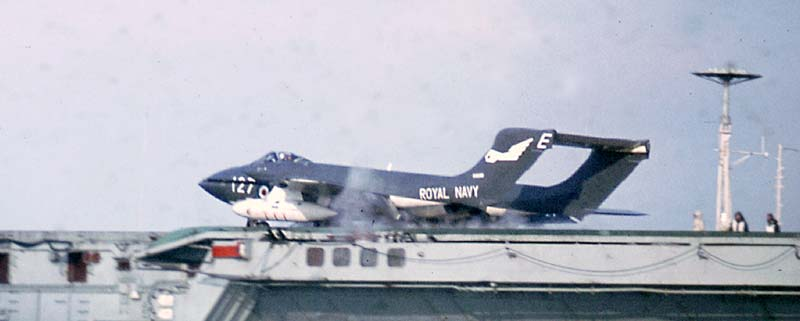
Un Sea Vixen in fase di decollo sul ponte della portaerei della Royal Navy HMS Eagle, 1970.

Il velivolo non prese parte a nessuna vera guerra durante la sua carriera nella Fleet Air Arm, sebbene svolse per suo conto numerose missioni.
Nel 1961 il presidente iracheno Abdul Karim Kassem spinse per annettere il vicino stato petrolifero del Kuwait. In risposta alla richiesta d'aiuto formulata dal governo kuwaitiano, il Regno Unito dispiegò numerose navi nello specchio di mare antistante il paese mediorientale, tra cui due CVBG (Carrier Battle Group). I Sea Vixen a bordo delle portaerei compirono svariati voli di sorveglianza nella regione che addolcirono l'aggressiva politica irachena.
Nel gennaio 1964, nell'allora Stato di Tanganica, nell'Africa orientale, a seguito dell'ammutinamento del 1st e del 2nd Tanganyika Rifles ai rispettivi ufficiali inglesi che, nonostante l'indipendenza, ancora comandavano il reggimento, il governo britannico dispose l'arrivo della portaerei leggera HMS Centaur e del 45th Commando dei Royal Marines.
Chiuso anche l'aeroporto della capitale, i Sea Vixen imbarcati sulla Centaur coprirono lo sbarco dei Royal Marines, risoluti a ristabilire l'ordine.
Nello stesso anno, i DH.110 prestarono servizio ancora una volta nel Golfo Persico questa volta supportando il Royal Army contro le tribù ribelli del Radfan.
Successivamente, furono dispiegati più volte nella crisi petrolifera di Rhodesia ed in Estremo Oriente.
Nel 1967, sempre nel Golfo Persico, i de Havilland coprirono la ritirata da Aden del gran numero di unità della Royal Navy tra cui le portaerei HMS Albion, HMS Bulwark ed HMS Eagle e la Landing Platform Dock HMS Fearless.
Attualmente solo un DH.110 l'XP924, ora G-CVIX, è in condizioni di volo. Riacquisita la livrea del 899 NAS, opera per la de Havilland Aviation ed è basato sull'aeroporto di Bournemouth, nel Dorset.

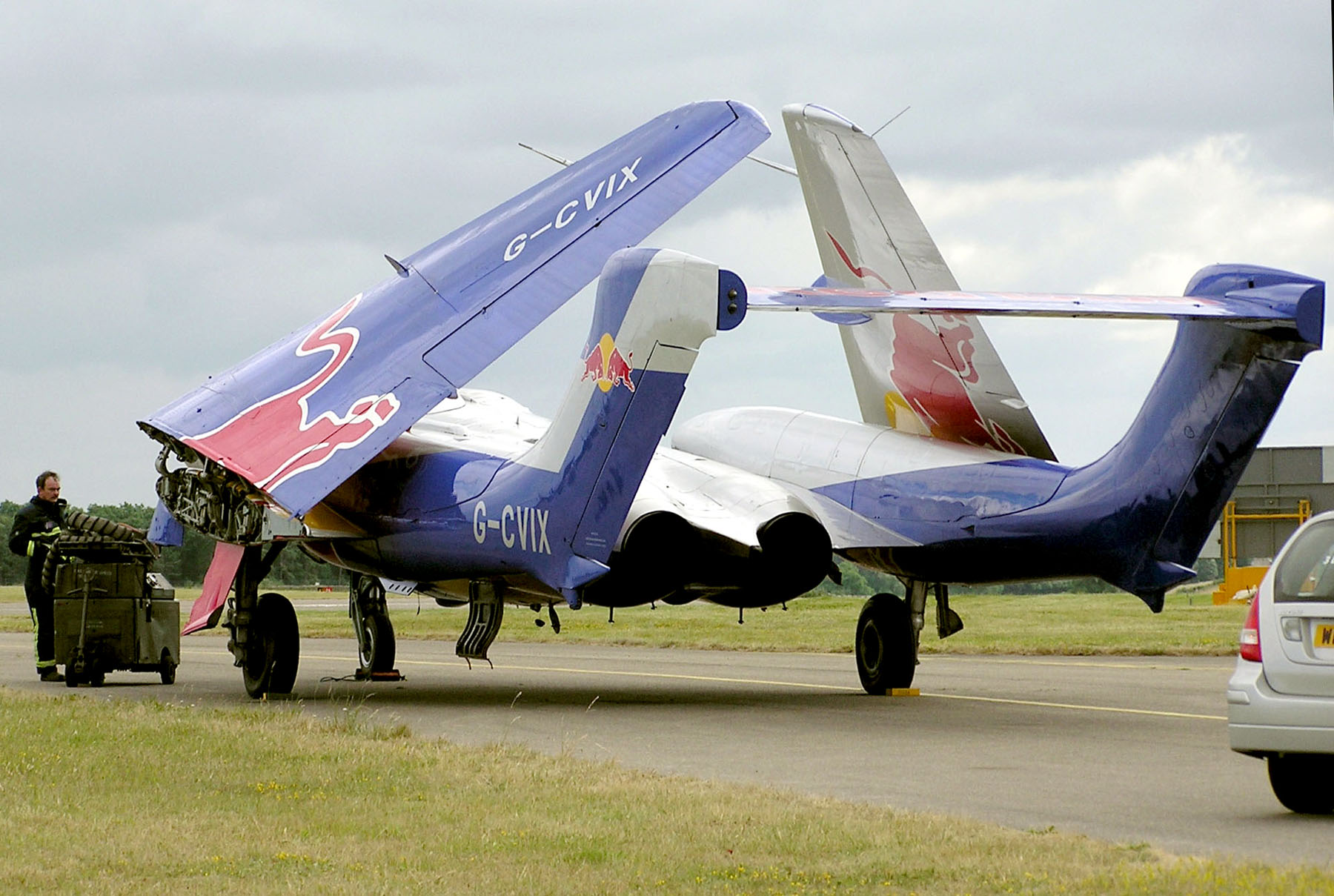
Vista posteriore del Sea Vixen della collezione Red Bull con le ali ripiegate, (airshow in Inghilterra, 2004).

## Versioni
Sea Vixen FAW.20
versione caccia imbarcato ognitempo, successivamente FAW.1
Sea Vixen FAW.2

Sea Vixen D.3

Sea Vixen TT.2
versione Target Tug

## Utilizzatori

### Militari
Regno Unito
- Fleet Air Arm (Royal Navy)
  - 700 Naval Air Squadron
  - 766 Naval Air Squadron
  - 890 Naval Air Squadron
  - 892 Naval Air Squadron
  - 893 Naval Air Squadron
  - 899 Naval Air Squadron

### Civili
Regno Unito
- de Havilland Aviation

## Esemplari attualmente esistenti
- Sea Vixen D.3 XP924 (G-CVIX), De Havilland Aviation, Bournemouth Airport, Dorset. (unico esemplare in condizioni di volo)
- Sea Vixen FAW.1 XJ481, Fleet Air Arm Museum, RNAS Yeovilton, Somerset.
- Sea Vixen FAW.1 XJ482, Norfolk and Suffolk Aviation Museum, Suffolk.
- Sea Vixen FAW.2 XJ490, Queensland Air Museum, Caloundra, Australia.
- Sea Vixen FAW.2 XJ494, Bruntingthorpe Aerodrome, Leicestershire.
- Sea Vixen FAW.2 XJ560, Newark Air Museum, Nottinghamshire.
- Sea Vixen FAW.2 XJ565, de Havilland Aircraft Heritage Centre, Hertfordshire.
- Sea Vixen FAW.2 XJ571, Solent Sky, Hampshire.
- Sea Vixen FAW.2 XJ580, Tangmere Military Aviation Museum, West Sussex.
- Sea Vixen FAW.2 XN685, Midland Air Museum, Coventry.
- Sea Vixen FAW.2 XS576, IWM Duxford, Cambridgeshire.
- Sea Vixen TT.2 XS587, (G-VIXN), Gatwick Aviation Museum, Surrey.
- Sea Vixen FAW.2 XS590, Fleet Air Arm Museum, RNAS Yeovilton, Somerset.

## Cultura di massa
- In ambito videoludico, il Sea Vixen compare nel videogioco Deadly Skies III (in versione FAW2)[8].